# Pazyfae
Pazyfae (także Pasifae, Pazifae, Pasyfae; gr. Πασιφάη Pasipháē, dosł. "wszystko opromieniająca" od gr. πᾶς pas "wszystek" i φάος/φῶς  phaos/phos "światło, blask", łac. Pasiphae lub Pasiphaë) – w mitologii greckiej królowa Krety.
Uchodziła za córkę boga Heliosa i okeanidy Perseidy (Perseis). Była żoną Minosa oraz matką Ariadny, Androgeosa, Glaukosa, Deukaliona, Fedry, Akalle, Katreusa, Minotaura.
Pazyfae za sprawą klątwy rzuconej przez Posejdona zakochała się w świętym byku, podarowanym Minosowi przez boga mórz i oceanów. W zaspokojeniu żądzy królowej pomógł Dedal, budując drewnianą krowę, w której ukryła się Pazyfae. W wyniku zbliżenia urodził się Minotaur.
Imieniem królowej został nazwany księżyc Jowisza – Pazyfae.